# 寧蠻校尉
宁蛮校尉，南北朝时官名。
晋安帝时始置宁蛮校尉，秩第四品。南朝宋沿置，治所在襄阳。掌管雍州（今湖北襄阳）的少数民族事务。领兵，设府于襄阳，称子府。多由其它将军或刺史兼任，若单作，则减刺史一阶。南齐亦置宁蛮校尉、隶雍州。南梁南陈沿置，陈制秩第六品。南北朝宋元嘉年间置宁蛮府，属雍州，因部领蛮左，故别置蛮府。南朝齐再置宁蛮府，治所在今湖北襄阳市。领西新安郡、义宁郡、南襄郡、北建武郡、蔡阳郡、永安郡、安定郡、怀化郡、武宁郡、新阳郡、义安郡、高安左郡、义阳郡、南襄城郡、广昌郡、东襄城郡、北襄城郡、怀安郡、弘农郡、西弘农郡、析阳郡、汉广郡、中襄城郡。廪君或槃瓠后裔分居其间。后多与汉族融合，南迁者与今土家族、苗瑶族系融合。